# بطولة تونس للكرة الطائرة للرجال 1961-1962
بطولة تونس للكرة الطائرة للرجال 1961-1962 هو الموسم رقم 7 من بطولة تونس للكرة الطائرة للرجال.

فاز بهذا الموسم المستقبل الرياضي بالمرسى.

## روابط خارجية
- الموقع الرسمي للجامعة التونسية للكرة الطائرة.